# Rondeshagen
Rondeshagen település Németországban, Schleswig-Holstein tartományban. Lakosainak száma 802 fő (2023. december 31.).

## Népesség
A település népességének változása:
| Lakosok száma | 538  | 814  | 816  | 794  | 792  | 802  |
|               | 1975 | 2017 | 2019 | 2021 | 2022 | 2023 |